# Ronald Spiering
Ronald Spiering (São Lourenço do Sul, 6 de julho de 1938) é um político brasileiro.

## Biografia
Ronald é casado com Jeni Spiering e é irmão de Vera Spiering Peglow casada com Sadi Peglow e de Edela Spiering Peglow (in memoriam) casada com Wilmar Peglow, sendo prefeito em São Lourenço do Sul por um mandato e vereador também por um mandato.

## Carreira política
Nas eleições municipais de 1972 em São Lourenço do Sul, concorreu ao cargo de vereador pela ARENA, sendo eleito com 1.727 votos.
Nas eleições municipais de 1976 foi eleito vice-prefeito no município de São Lourenço do Sul pela ARENA com 8.670 votos, na chapa encabeçada por Nedilande Vargas Corrêa, vencendo o candidato a prefeito do MDB Arthur Kraft que conseguiu 7.800 votos; mas Nedilande não chegou a assumir o cargo de prefeito, pois faleceu antes da posse, tomando posse o seu sucessor Ronald Spiering no dia 31 de janeiro de 1977.
Como prefeito de São Lourenço do Sul, sancionou a lei que dispõe sobre a contagem recíproca do tempo de serviço público municipal e de atividade privada, para efeitos de aposentadoria.
Nas eleições municipais de 1988 concorreu ao cargo de prefeito no município de São Lourenço do Sul pelo PFL ficando em segundo lugar com 6.909 votos, o prefeito eleito foi Sérgio Lessa do PDS com 8.862 votos e em terceiro e último lugar Beto Grill do PDT com 5.060 votos.

## Desempenho eleitoral
| Ano  | Eleição                          | Cargo            | Partido | Votos       | Resultado  |
| ---- | -------------------------------- | ---------------- | ------- | ----------- | ---------- |
| 1972 | Municipal de São Lourenço do Sul | Vereador         | ARENA   | 1.727 votos | Eleito     |
| 1976 | Municipal de São Lourenço do Sul | Vice-prefeito[a] | ARENA   | 8.670 votos | Eleito     |
| 1988 | Municipal de São Lourenço do Sul | Prefeito         | PFL     | 6.909 votos | Não eleito |

Notas
[a] ^  Assumiu como prefeito, pois Nedilande Vargas Corrêa faleceu antes da posse.